# Deutschstämmige
Als Deutschstämmige werden im traditionellen Sprachgebrauch Personen bezeichnet, deren Vorfahren Deutsche sind oder waren und die keine deutsche Staatsbürgerschaft besitzen beziehungsweise diese aufgegeben oder verloren haben. Das Attribut deutschstämmig wird meistens auf Personen angewendet, die sich nicht mehr dauerhaft in dem Gebiet aufhalten, in dem ihre Deutsch als Muttersprache sprechenden Vorfahren gelebt haben.

## Aktueller Wortgebrauch

### Deutschstämmige und Deutsche im Ausland
Viele Deutschstämmige gibt es in den USA, Russland, Kanada, Australien und Lateinamerika, siehe dazu insbesondere Deutsche Minderheit in Mexiko, Deutsche Minderheit in Chile und Deutsche Einwanderung in Brasilien (Deutschbrasilianer). Es handelt sich bei diesen um Deutsche erster Generation, die in einen anderen Staat emigrierten, aber auch um deren Nachkommen. Viele von ihnen sprechen nicht mehr Deutsch (als Muttersprache). Häufig sind Deutschstämmige auch Menschen, die oder deren Vorfahren aus Deutschland über einen Staat der deutschsprachigen Regionen Europas weiter emigriert sind (→ Auswanderung, Abschnitt „Geschichte der Auswanderung im deutschen Sprachraum“).
Im Hinblick auf die Unterscheidung deutscher Staatsangehöriger von Deutschstämmigen in den Vereinigten Staaten von Amerika gibt es Richtlinien der deutschen Vertretungen. In den meisten westlichen Staaten spielt die Kategorie „deutsche Volkszugehörigkeit“ heute offiziell keine Rolle. Eine Ausnahme bildet Dänemark. Im Deutsch-dänischen Abkommen vom 29. März 1955 heißt es in der „Erklärung der Dänischen Regierung“ (Abschnitt II/1): „Das Bekenntnis zum deutschen Volkstum und zur deutschen Kultur ist frei und darf von Amts wegen nicht bestritten oder nachgeprüft werden.“
Als „ausländische“ Deutsche werden deutschstämmige Aussiedler bezeichnet, die als Deutsche im Sinne des Art. 116 GG gelten und die die sozialen Bedingungen, oft auch die Sprache, weniger kennen. Anerkannte Spätaussiedler waren insofern privilegiert, weil sie als „Deutschstämmige“ und damit anders als andere Anspruch auf die deutsche Staatsangehörigkeit hatten; nach dem deutschen Rechtsverständnis gelten sie nicht als ausländische Einwanderer, sondern als deutschstämmige Zuwanderer. Demgegenüber werden deutsche Staatsbürger, die dauerhaft im Ausland leben, Auslandsdeutsche genannt.

### Deutschstämmige Deutsche
In der sozialwissenschaftlichen Fachliteratur wird zuweilen auch von deutschstämmigen Deutschen als Mehrheitsgesellschaft gesprochen, um diese Personengruppe von deutschen Staatsbürgern mit Migrationshintergrund abzugrenzen. Zu berücksichtigen ist hierbei, dass die generationenübergreifende Verwurzelung eines Menschen in Deutschland über einen Vorfahren und sein Status als Mensch mit Migrationshintergrund sich nicht ausschließen, da jeder Mensch von zwei Eltern abstammt.

## Geschichte

### Kaiserreich
Seit 1890 wurden russlanddeutsche Kolonisten als Siedler für den preußischen Osten angeworben. Dies galt als wichtige Maßnahme zur Stärkung des deutschen Bevölkerungsanteils im Kaiserreich gegen die als „Reichsfeinde“ eingestuften Preußen polnischer Nationalität und Muttersprache, die im Verdacht standen, einen polnischen Nationalstaat gegen die Absichten Preußens, Österreich-Ungarns und Russlands wiederherstellen zu wollen. Die deutschstämmigen Rückwanderer sollten die Landflucht in der ostelbischen Landwirtschaft dämpfen und die patriarchalischen Beziehungen zwischen Gutsherrn und Arbeiterschaft stärken. Die Organisation der Rückwanderung aus Ost-, Ostmittel- und Südosteuropa lag seit 1909 in den Händen des privaten Fürsorgevereins für deutsche Rückwanderer, womit man die parlamentarische Kontrolle und außenpolitische Komplikationen vermeiden wollte.
In der nationalistischen Propaganda wurden die Russlanddeutschen von russischer Seite im Zuge des Panslavismus zunehmend als angebliche Vorposten des Deutschen Reiches und potentielle Vaterlandsverräter angesehen und diskriminiert, während die deutsche Propaganda (mit dem Alldeutschen Verband als Vorreiter einer expansiven deutschen Hegemonie über Ost- und Mitteleuropa) sie als gefährdeten und schützenswerten Vorposten des Reichs ansah. Bei den Russlanddeutschen, die sich zurückhaltend und loyal zum russischen Herrscherhaus verhielten, kam es zu einer (Re-)Ethnisierung der Staatsangehörigkeit unter dem Druck der konkurrierenden Nationalismen.
Bei Ausbruch des Ersten Weltkriegs zogen die Russlanddeutschen – mit Ausnahme deutsch-baltischer Kreise – loyal gegen Deutschland in den Krieg und stellten einen hohen Anteil des russischen Generalstabs. Deutsch sprechende Soldaten des russischen Heeres waren aber zunehmend Verdächtigungen, Zurücksetzungen und Schikanen ausgesetzt und gerieten in wachsende Gewissenskonflikte. Sich gegenseitig verstärkende Verdächtigungen und nationale Absetzbewegungen untergruben die russisch-deutsche Wehrgemeinschaft und die „deutschen“ Soldaten wurden nach der Schlacht von Tannenberg (1914) an die Kaukasusfront versetzt. Vonseiten des Deutschen Reichs wurden für deutschstämmige Kriegsgefangene aus Russland spezielle Lager errichtet und die Gefangenen bevorzugt behandelt. Sie wurden in unbewachte ausgesuchte landwirtschaftliche Arbeitsstellen vermittelt und ab 1917 sollte der Förderverein für deutsche Rückwanderer helfen, sie als „Volksgenossen“ zurückzugewinnen. Im Zarenreich kam es durch das Vordringen der deutschen und österreichisch-ungarischen Armeen zu Flucht, Vertreibung, Evakuierung und Zwangsumsiedlung von Millionen Menschen, darunter auch Russlanddeutschen, die der zaristischen Regierung als fünfte Kolonne galten und denen die öffentliche Verwendung der deutschen Sprache verboten wurde. Auch ihre wirtschaftliche Betätigung wurde durch sogenannte Liquidationsgesetze gegen feindliche Ausländer eingeschränkt. Die Deportationen erfolgten unter katastrophalen Bedingungen zumeist nach Sibirien und die baskirische Steppe. Nach dem Historiker Eric Lohr sollen 300.000 Russlanddeutsche deportiert worden sein. Der Fürsorgeverein für deutsche Rückwanderer brachte während des Krieges etwa 60.000 Russlanddeutsche ins Reich, dabei ging es weniger um humanitäre Erwägungen als vielmehr um die gezielte Rekrutierung von Arbeitskräften zur Verminderung des Arbeitskräftemangels.
Im deutsch-russischen Zusatzvertrag zum Friedensvertrag von Brest-Litowsk wurde ein zehnjähriges Rückwanderungsrecht der deutschstämmigen Bevölkerung Russlands vereinbart. Dies führte mit zur Gründung der Reichsstelle für deutsche Rückwanderung und Auswanderung zur ethno-national orientierten Suche nach Arbeitskräften und Siedlern auf dem Höhepunkt der deutschen Annexionspolitik im Osten.

### Weimarer Republik
Nach der deutschen Niederlage im Ersten Weltkrieg und den territorialen Änderungen durch den Versailler Vertrag wurde statt der Rückwanderungspolitik angesichts der wirtschaftlichen und sozialen Probleme versucht, die dauerhafte Einwanderung ins Reich zu verhindern. Die Siedlungsschwerpunkte mit deutschen Minderheiten (Grenzlanddeutsche im Ausland) in Ost-, Ostmittel- und Südosteuropa sollten erhalten bleiben und als außenpolitisches Druckmittel genutzt werden. In der innenpolitischen Debatte symbolisierten diese Minderheiten das „Versailler Unrechtssystem“. Zur Verhinderung der Zuwanderung und dauerhaften Ansiedlung von Ausländern deutscher Abstammung wurde das Reichs- und Staatsangehörigkeitsgesetz von 1913 restriktiv ausgelegt und die rasche Einbürgerung der Volksdeutschen abgelehnt. Laut den Interessenverbänden der Russlanddeutschen führten die Mängel der deutschen Integrationspolitik bei vielen Russlanddeutschen zu Rückwanderung oder auch Weiterwanderung nach Übersee.
Während dem deutschen Staatsangehörigkeitsrecht aus der Kaiserzeit der Begriff der Volkszugehörigkeit noch fremd gewesen war, gewann er in der Praxis der Einbürgerung von Ausländern nach dem Ersten Weltkrieg eine erhebliche Bedeutung: Es wurden Behörden eingerichtet, die „Deutschstämmigkeitsbescheinigungen“ ausstellten, und in geheim gehaltenen Einbürgerungsrichtlinien wurden Einbürgerungswillige gemäß den Kriterien „deutschstämmig“ und „fremdstämmig“ eingeteilt, wobei bereits vor 1933 „Deutschstämmige“ privilegiert wurden. Es gab keinen Einbürgerungsanspruch für ehemalige Reichsdeutsche und deutschstämmige Ausländer. Gegen den Versuch des Landes Preußen, vom Begriff „Deutschstämmigkeit“ zu „Kulturdeutschen“ in der Einbürgerungspraxis überzugehen, wandte sich eine Mehrheit im Reichsrat. Durch die Hinzufügung des Attributs „kulturfremd“ sollten vor allem Juden vom Erwerb der deutschen Staatsangehörigkeit ausgeschlossen werden.

### Zeit des Nationalsozialismus
1939 wurde in Posen die Deutsche Volksliste eingeführt und 1941 für das Deutsche Reich die Verordnung über die Deutsche Volksliste und die Staatsangehörigkeit in den eingegliederten Ostgebieten veröffentlicht, in der ein Kriterium die deutsche Abstammung war. Es wurde in die folgenden vier Kategorien unterteilt:
1. Deutschstämmige, die sich während der polnischen Fremdherrschaft als aktive Kämpfer für ihr Volkstum erwiesen hatten.
2. Deutschstämmige, die aufgrund ihrer Sprache und Kultur eindeutig für Deutsche gehalten wurden. Sie gehörten deutschen Organisationen an und ließen ihre Kinder deutsche Schulen besuchen.
3. Deutschstämmige, die nur äußerlich durch Konzessionen an das Polentum in Erscheinung getreten waren aber als „rassisch wertvoll“ galten. (Die gemischte Bevölkerung in Oberschlesien, der Kaschubei und anderen Regionen mit „schwebendem Volkstum“ gehörten dazu.)
4. Renegaten, die sich trotz deutscher Abstammung zum Polentum bekannten.

Die Zuordnung über die Kategorie „deutschstämmig“ beruhte darin – zumindest auf der begrifflichen Ebene – auf einer eindeutig-selbstverständlichen Gegenüberstellung zu „fremdstämmigen“ Menschen und ermöglichte eine Anwendung, ohne bisherige Staatsangehörigkeiten berücksichtigen zu müssen.
Für die Nationalsozialisten waren die Begriffe deutsche Volkszugehörige und Deutschstämmige keine Synonyme: Einerseits konnten unter bestimmten Bedingungen Nicht-Deutschstämmige im Sinne der obigen Definition, aber als „eindeutschungsfähig“ Eingestufte durch ihr Bekenntnis, Angehöriger des deutschen Volkes zu sein (d. h. durch die Bereitschaft, sich zum Volkstum des Eroberervolks zu bekennen), zu „deutschen Volkszugehörigen“ werden, andererseits konnten sogar „ganz Deutschstämmige“ diese Eigenschaft verlieren, wenn sie „ganz in einem fremden Volk aufgegangen sind“. Durch begriffliche Unschärfen des „Bekenntnisses zum Deutschtum“ und Interpretationskämpfe zwischen SS-Stellen als Hüter eines restriktiven Rassebegriffs und staatlichen Stellen als Vertreter einer extensiven Eindeutschungspolitik herrschte ein polykratischer Wirrwarr von Kompetenzen mit einem begrifflichen Chaos und Bezeichnungen wie „fremdstämmig“, „deutschstämmig“, „deutscher Blutsanteil“, „eindeutschungsfähig“ usw., das nie behoben wurde.
In einem Runderlass des Reichsinnenministeriums vom 23. Mai 1944 wurde der Begriff Deutschstämmige folgendermaßen definiert: „Deutschstämmig sind Personen mit mindestens zwei deutschen Großeltern; Personen mit artfremdem Bluteinschlag sind nicht deutschstämmig.“ Als artfremd wurden in der Sprache des Nationalsozialismus Juden und Sinti (im Sprachgebrauch der Nationalsozialisten: „Zigeuner“) bezeichnet.

### Nachkriegszeit
Mit Kontrollratsgesetz Nr. 1 wurden die nationalsozialistischen Rassegesetze einschließlich diskriminierender Bestimmungen am 20. September 1945 durch den Alliierten Kontrollrat aufgehoben.
Im Jahr 1955 wurden mit dem bundesdeutschen Gesetz zur Regelung von Fragen der Staatsangehörigkeit (§ 28) Personen, die die deutsche Staatsangehörigkeit nur „auf Widerruf“ erhalten hatten (Kategorien 3 und 4 der Volksliste), deutschen Staatsangehörigen gleichgestellt. Damit wurde nach Ansicht des Soziologen Georg Hansen NS-konformes Verhalten mit der Staatsbürgerschaft der Bundesrepublik Deutschland belohnt, während im Falle von nationalsozialistischem Widerruf wegen mangelnder Anpassung die deutsche Volkszugehörigkeit als verwirkt galt.